# تونی جیپس
تونی جیپس (انگلیسی: Tony Jeapes؛ زادهٔ ۶ مارس ۱۹۳۵) فرد نظامی اهل بریتانیا است. وی همچنین برندهٔ جوایزی همچون صلیب نظامی شده‌است.